# Agustín Rodríguez Aldunate
Agustín Rodríguez Aldunate (1842-1920) fue un abogado mexicano nacido en la Ciudad de México, el 16 de diciembre de 1842. Estudió en el Seminario Conciliar de México, del cual fue alumno interno, en donde obtuvo la calificación más alta en todos sus cursos, esto es 10 (diez). Como consecuencia de los extraordinarios exámenes públicos y actos solemnes en los que participó, recibió toda clase de reconocimientos académicos, destacando el Premio de las Facultades de Derecho Canónico y Civil y el grado de Bachiller en Derecho Canónico que obtuvo en 1863. 
Su labor jurídica lo colocó en la primera línea entre las figuras del Foro Mexicano. Como abogado, se dedicó al ejercicio de la profesión como postulante, para años después desempeñar puestos destacados como el presidente del Consejo General de las Conferencias de San Vicente de Paul, director honorario, desde su fundación, de la Revista Jurídica, y aceptó el nombramiento de delegado del gobierno de Victoriano Huerta a las Conferencias del Niágara, Ontario, Canadá en 1914, en unión de los señores licenciados don Emilio Rabasa y don Luis Elguero, al ver en peligro la dignidad de su patria.
Entre sus graves ocupaciones, se dio siempre oportunidad para prestar servicios a favor de obras que tuvieran por objeto la educación de la juventud, como es el caso de los Hermanos de las Escuelas Cristianas Universidad La Salle y el Colegio de las Viscaínas, y el auxilio de los menesterosos. 
Fue amante del Derecho Romano, don Agustín es recordado por maestros y alumnos de la Escuela Libre de Derecho como profesor consumado de Derecho Civil y por haber hecho una especialidad en el recurso de casación, a cuyo desarrollo contribuyó grandemente, pues sus exposiciones fueron parte básica para sostener la jurisprudencia de ese recurso formada por el Magistrado Manuel Osio.
Fue el primer Rector de la Escuela Libre de Derecho, cargo que desempeñó desde la fundación de la misma en 1912 hasta 1920, año en que falleció un 22 de octubre.
- Datos: Q976140